# Andreas Hirner
Andreas Karl Hirner (* 11. Februar 1945; † 31. Oktober 2021 in Bonn) war ein deutscher Chirurg und Hochschullehrer. Von 1990 bis 2010 war er Ordinarius für Chirurgie an der Universität Bonn.

## Leben
Andreas Hirner studierte Medizin in Tübingen und Wien und wurde 1970 am Institut für Hirnforschung der Universität Tübingen zum Doktor der Medizin promoviert. 1980 an der Freien Universität Berlin für das Fach Chirurgie habilitiert, wurde er dort 1983 zum leitenden Oberarzt ernannt und ein Jahr später auf eine Professur auf Lebenszeit berufen. Am 10. Februar 1989 übernahm er den Lehrstuhl für Chirurgie an der Rheinischen Friedrich-Wilhelms-Universität Bonn und die Leitung der Klinik und Poliklinik für Allgemein-, Viszeral-, Thorax- und Gefäßchirurgie des Universitätsklinikums Bonn, die er bis zu seiner Emeritierung 2010 führte. Von 1996 bis 1998 war er Dekan, von 1998 bis 2000 Prodekan der Medizinischen Fakultät und von 2000 bis 2004 Prorektor für Forschung der Universität Bonn.
Hirners wissenschaftliche Tätigkeit fand weithin Anerkennung. Er war Mitglied in zahlreichen wissenschaftlichen Vereinigungen und Gutachter für namhafte Fachzeitschriften. Nach seiner Emeritierung 2010 wurde er zum Mitglied des Stiftungsrates (2009–2017) sowie zum Mitglied des Kuratoriums (2017–2021) der Bonner Universitätsstiftung gewählt. Seine Lehrtätigkeit wurde von den Bonner Studierenden mit dem Lehrpreis honoriert.
Gemeinsam mit Kuno Weise gab er das Lehrbuch Chirurgie – Schnitt für Schnitt (Stuttgart 2003, 2008) heraus.

## Werke
- Elektronenmikroskopische Untersuchungen zur formalen Genese der Balkenläsionen nach experimenteller Cyanvergiftung. Tübingen, 1970 (Dissertation)
- Die zusätzliche Pfortader-Arterialisation im Vergleich zur alleinigen portokavalen Anastomose bei der gesunden und zirrhotischen Ratte, 1980 (Habilitation)
- Chirurgie – Schnitt für Schnitt. Stuttgart : Thieme, 2003, 1. Aufl.; 2008, 2., überarb. Aufl.
- In Memoriam Felix Jerusalem. Bonn : Bouvier, 1997